# Arquidiocese de Atlanta
A Arquidiocese de Atlanta é uma circunscrição eclesiástica da Igreja Católica situada em Atlanta, capital do estado da Geórgia, Estados Unidos. Abrange a cidade de Atlanta e mais 69 condados do norte da Geórgia. Foi erigida em 2 de julho de 1956 pelo Papa Pio XII e elevada a arquidiocese em 10 de fevereiro de 1962 pelo Papa São João XXIII. Sua sé episcopal é a Catedral de Cristo Rei. É a sede da Província Eclesiástica de Atlanta que é formada pela Geórgia, Carolina do Sul e Carolina do Norte.
Possui 88 paróquias assistidas por 251 párocos e cerca de 12% da população jurisdicionada é batizada.

## História
O catolicismo foi introduzido na Geórgia no final do século XVIII por um pequeno grupo de fiéis oriundos de Maryland. A época, o território da Gerógia estava sob a jurisdição da recém criada Diocese de Baltimore. Eles construíram a primeira em igreja (uma simples cabana) em 1800. Desde então a população católica experimentou um grande crescimento. Em 1824 o templo foi referido como a Igreja da Purificação da Virgem Maria e em 1826, foi incorporada por um ato da Assembleia Geral da Geórgia. Nesse período foram criadas as primeiras paróquias. Em 3 de julho de 1850 foi criada a Diocese de Savannah que abrangia toda a Geórgia e partes da Flórida.
Após o término da Guerra Civil Americana, a população católica cresceu exponencialmente.  Em 1936, foi estabelecida a Diocese de Savannah-Atlanta e neste mesmo ano iniciou-se a construção da então Co-Catedral de Cristo Rei. Em 1956 foi erigida a Diocese de Atlanta, desmembrada da Diocese de Savannah-Atlanta que voltou a adotar seu nome original. Francis E. Hyland foi designado como o primeiro Bispo de Atlanta. Em 21 de fevereiro de 1962 a Diocese de Atlanta foi elevada à condição de arquidiocese metropolitana.

## Território
A Arquidiocese de Atlanta abrange 69 condados do norte da Geórgia. São eles:
- Baldwin
- Banks
- Barrow
- Bartow
- Butts
- Carroll
- Catoosa
- Chattooga
- Cherokee
- Clarke
- Clayton
- Cobb
- Coweta
- Dade
- Dawson
- DeKalb
- Douglas
- Elbert
- Fannin
- Fayette
- Floyd
- Forsyth
- Franklin
- Fulton
- Gilmer
- Gordon
- Greene
- Gwinnett
- Habersham
- Hall
- Hancock
- Haralson
- Hart
- Heard
- Henry
- Jackson
- Jasper
- Lamar
- Lincoln
- Lumpkin
- Madison
- McDuffie
- Meriwether
- Monroe
- Morgan
- Murray
- Newton
- Oconee
- Oglethorpe
- Paulding
- Pickens
- Pike
- Polk
- Putnam
- Rabun
- Rockdale
- Spalding
- Stephens
- Taliaferro
- Towns
- Troup
- Union
- Upson
- Walker
- Walton
- Warren
- White
- Withfield
- Wilkes

## Prelados
| #                        | Nome                                | Período    | Notas                                 |
| Arcebispos               | Arcebispos                          | Arcebispos | Arcebispos                            |
| ------------------------ | ----------------------------------- | ---------- | ------------------------------------- |
| 7º                       | Gregory John Hartmayer, O.F.M.Conv. | 2020-atual |                                       |
| 6º                       | Wilton Daniel Gregory               | 2005-2019  | Nomeado Arcebispo de Washington       |
| 5º                       | John Francis Donoghue               | 1993-2004  |                                       |
| 4º                       | James Patterson Lyke, O.F.M.        | 1991-1992  |                                       |
| 3º                       | Eugene Antonio Marino, S.SJ         | 1988-1990  |                                       |
| 2º                       | Thomas Andrew Donnellan             | 1968-1987  |                                       |
| 1º                       | Paul John Hallinan                  | 1962-1968  |                                       |
| Bispos-auxiliares        |                                     |            |                                       |
|                          | John-Nhan Tran                      | 2022-      | Atual                                 |
|                          | Joel Matthias Konzen, SM            | 2018-atual |                                       |
|                          | Bernard Edward "Ned" Shlesinger     | 2017-atual |                                       |
|                          | David P. Talley                     | 2013-2016  | Nomeado Bispo-coadjutor de Alexandria |
|                          | Luis Rafael Zarama Pasqualetto      | 2009-2017  | Nomeado Bispo de Raleigh              |
|                          | Joseph Louis Bernardin              | 1966-1972  | Nomeado Arcebispo de Cincinnati       |
| Bispo                    |                                     |            |                                       |
| 1º                       | Francis Edward Hyland               | 1956-1962  |                                       |
| Administrador Apostólico |                                     |            |                                       |
|                          | James Patterson Lyke, O.F.M.        | 1990-1991  | Bispo-auxiliar de Cleveland           |